# Cementiri de Vilafranca del Penedès
El cementiri de Vilafranca del Penedès és un cementiri del municipi de Vilafranca del Penedès (Alt Penedès) protegit com a bé cultural d'interès local.

## Descripció
És un conjunt format per set recintes, els tres primers de planta quadrada, amb seccions de nínxols en tres dels costats i amb tanca de blocs de pedra i reixa a la banda de la carretera de Guardiola. L'entrada principal és al primer recinte, on hi ha la capella i diferents panteons repartits pels quatre espais centrals enjardinats. També hi ha panteons al segon recinte. Al tercer recinte hi ha quatre illes de nínxols i el sector on hi ha enterrats els soldats republicans. Tanca el cementiri pel costat nord el setè recinte, en forma de semicercle. El quart recinte està situat al darrere del primer, i el cinquè recinte és darrere del segon i el tercer. El sisè recinte és darrere del cinquè, tancant el cementiri per la banda oest en forma de triangle.
Entre les seves construccions cal destacar la capella pública del Sant Crist (1878), de llenguatge eclèctic, així com la capella neogòtica d'Antoni Jané (1922), el panteó de la família Macià (1880), el panteó de la família Miret Abad (1886), els panteons modernistes de la família Via Oliveras (1902) i Ramon Marimon (1913) i el panteó dels caiguts en la Guerra Civil.

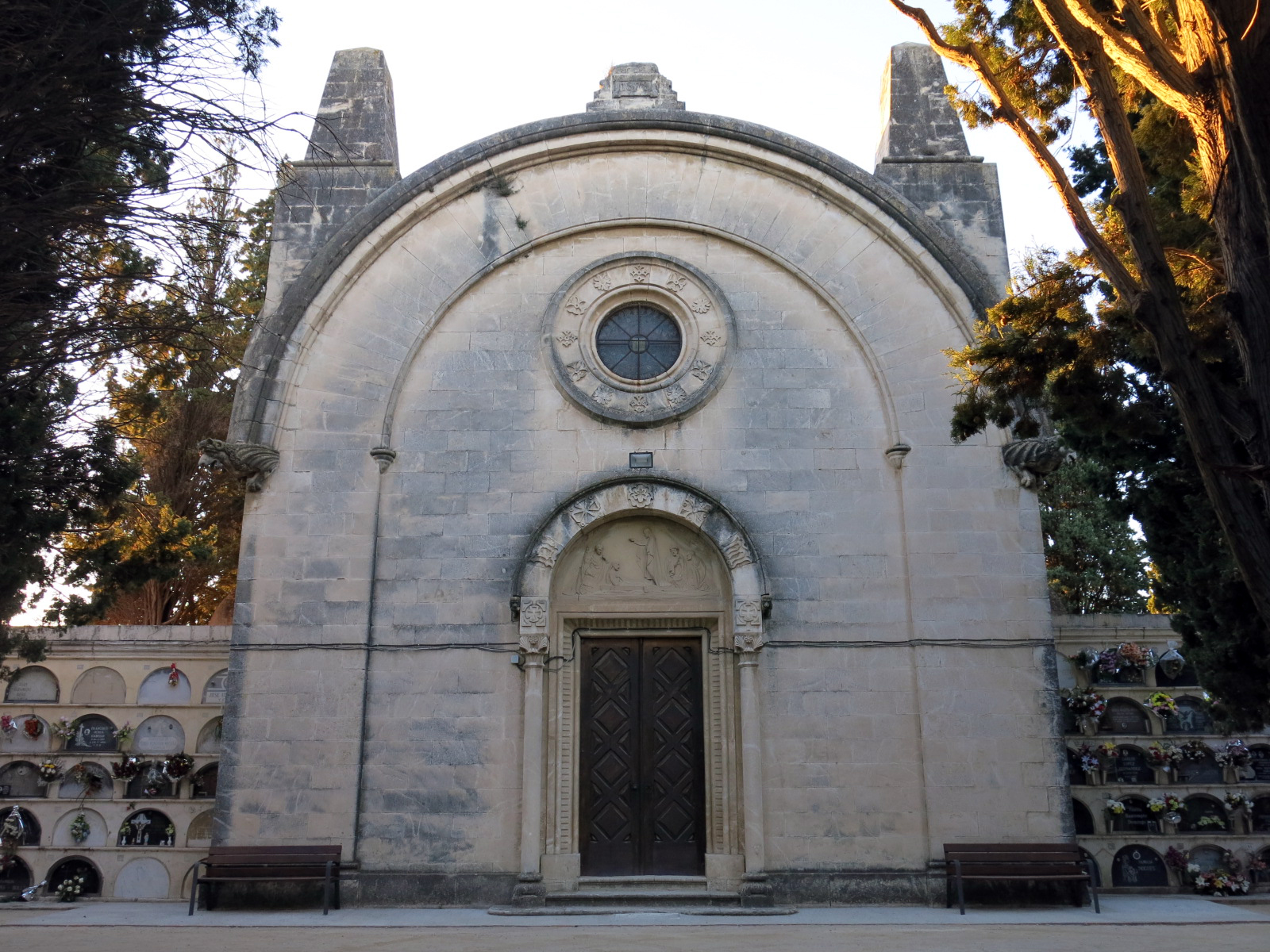
Capella del Sant Crist
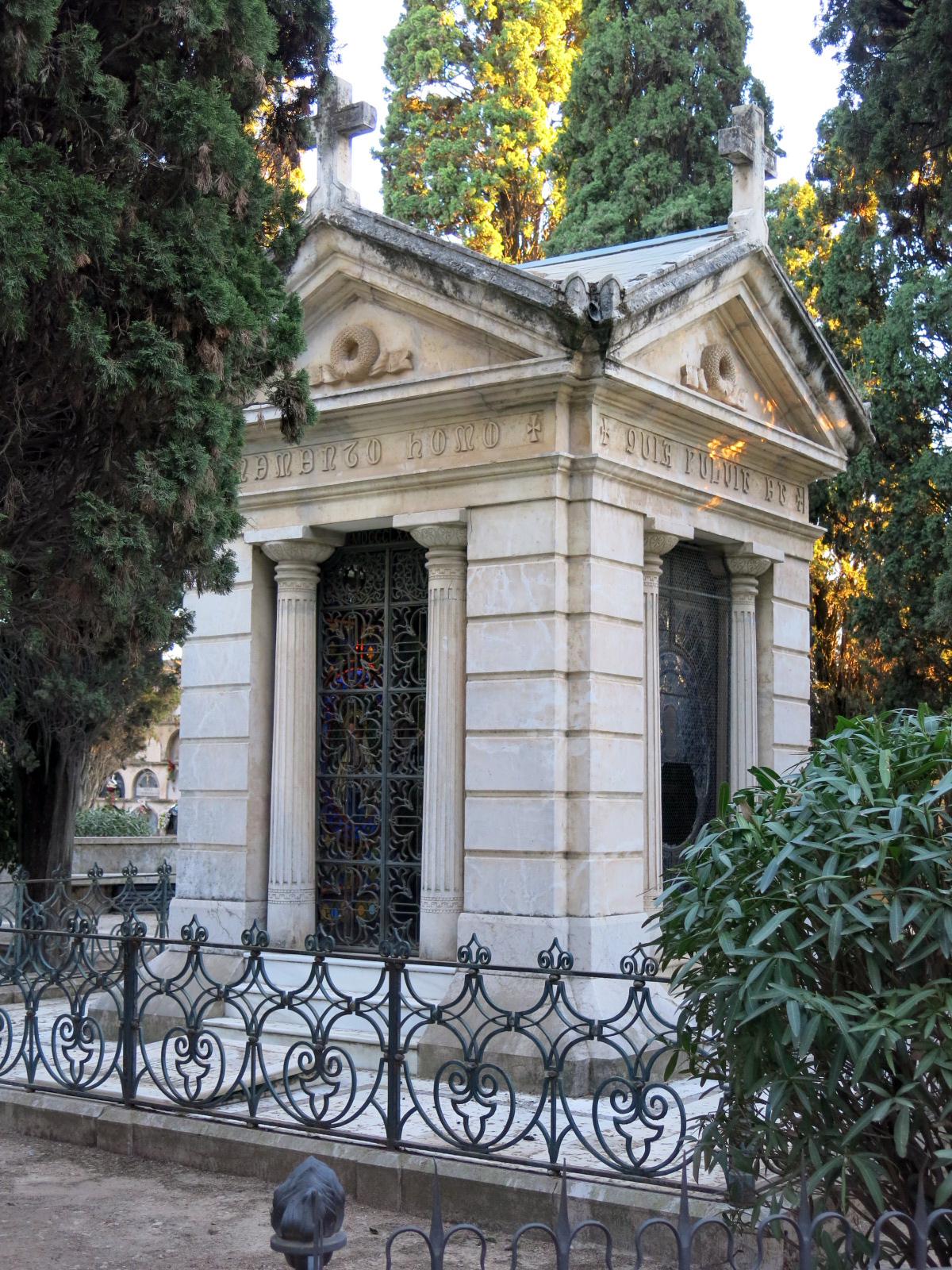
Panteó de la família Miret Abad
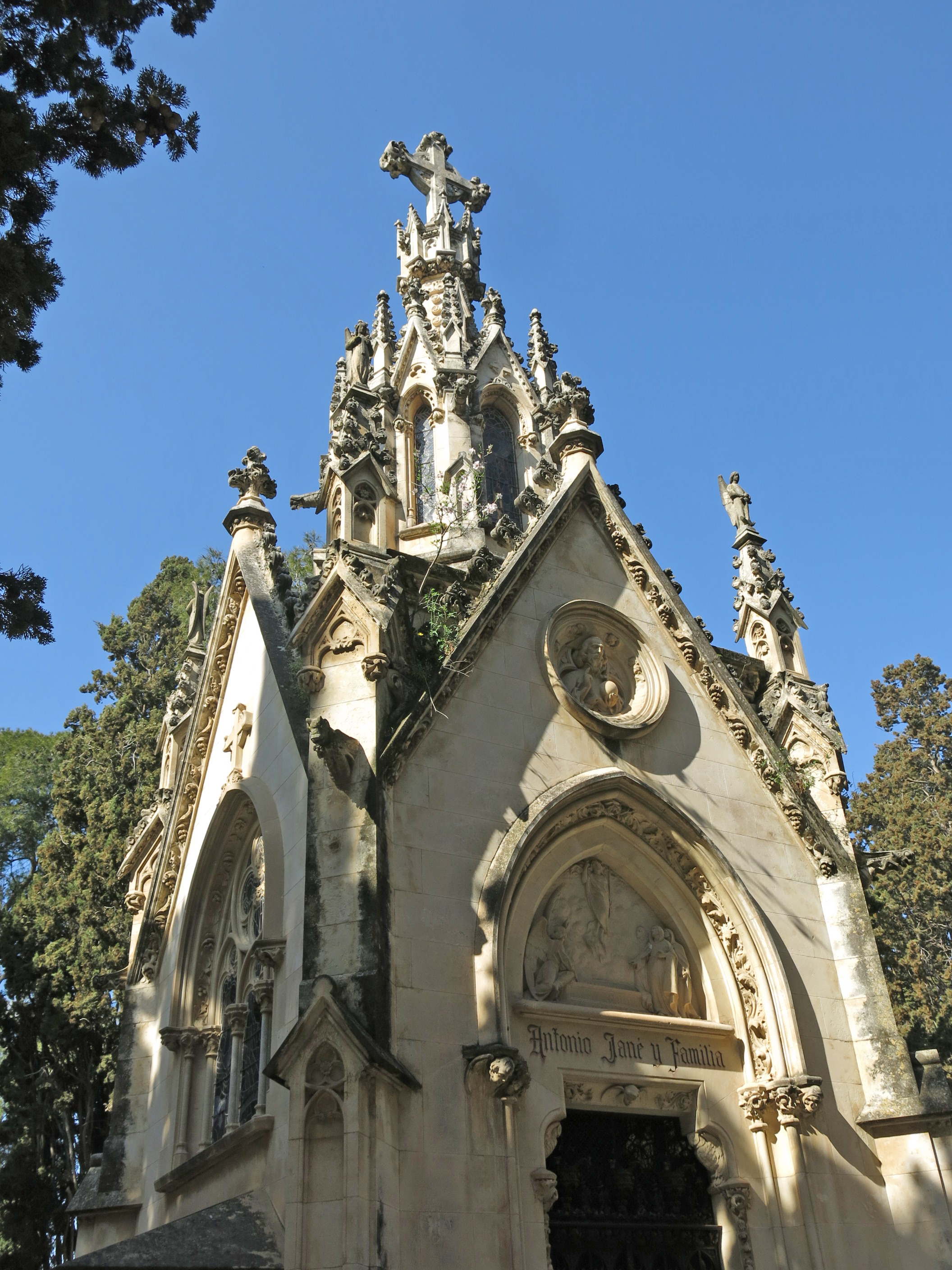
Capella neogòtica d'Antoni Jané
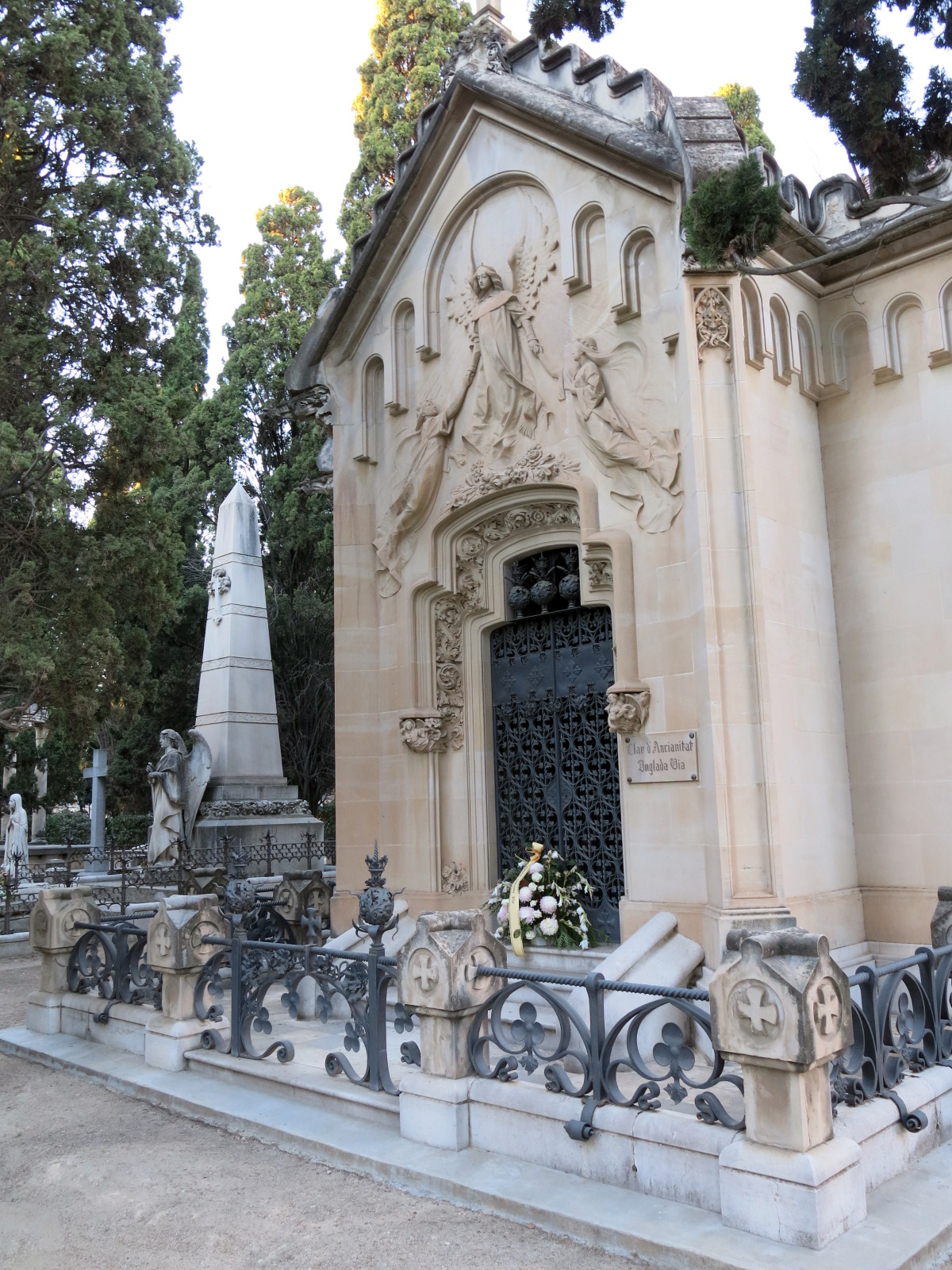
Panteó de la família Via Oliveras
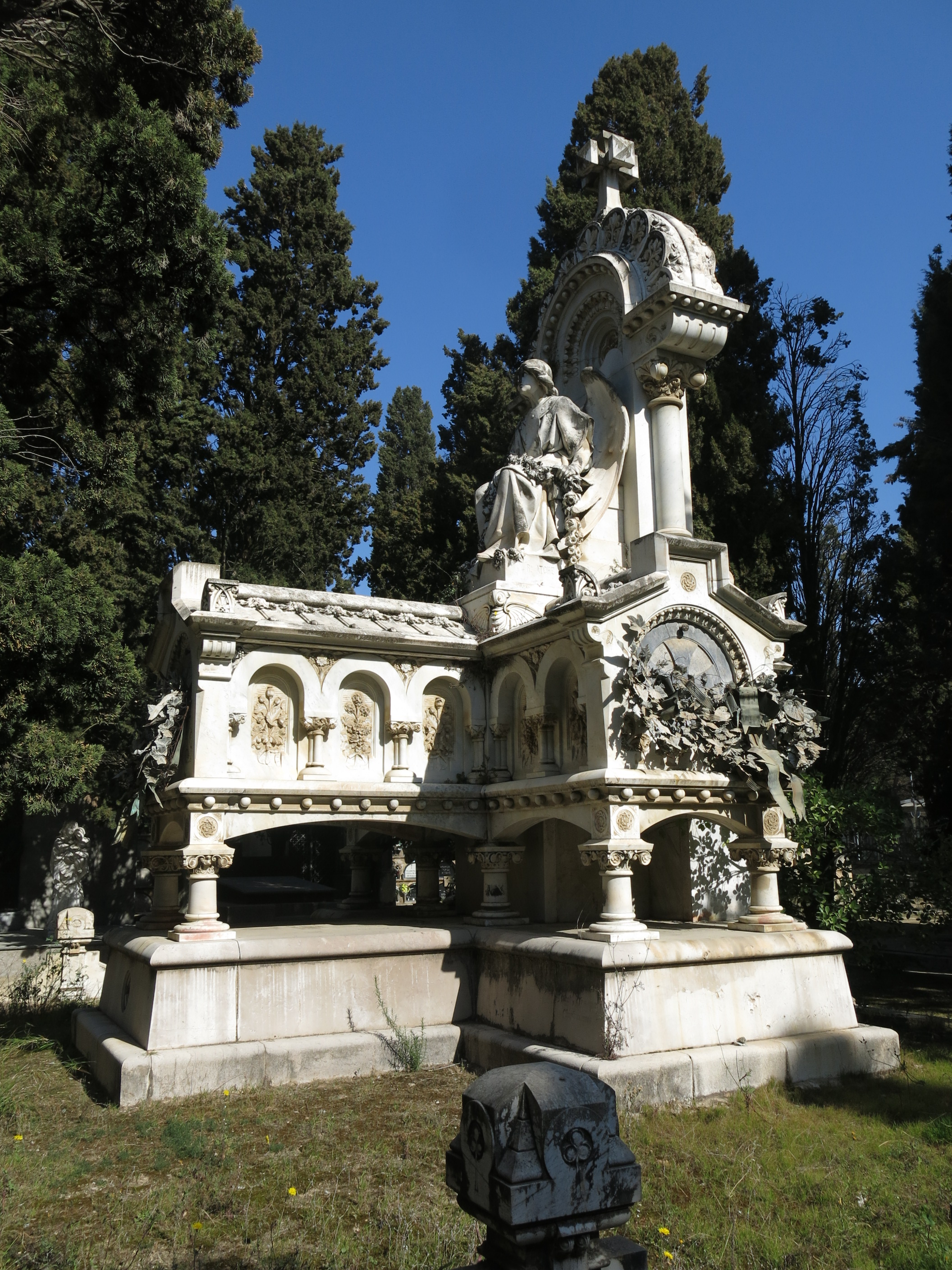
Panteó de Ramon Marimon
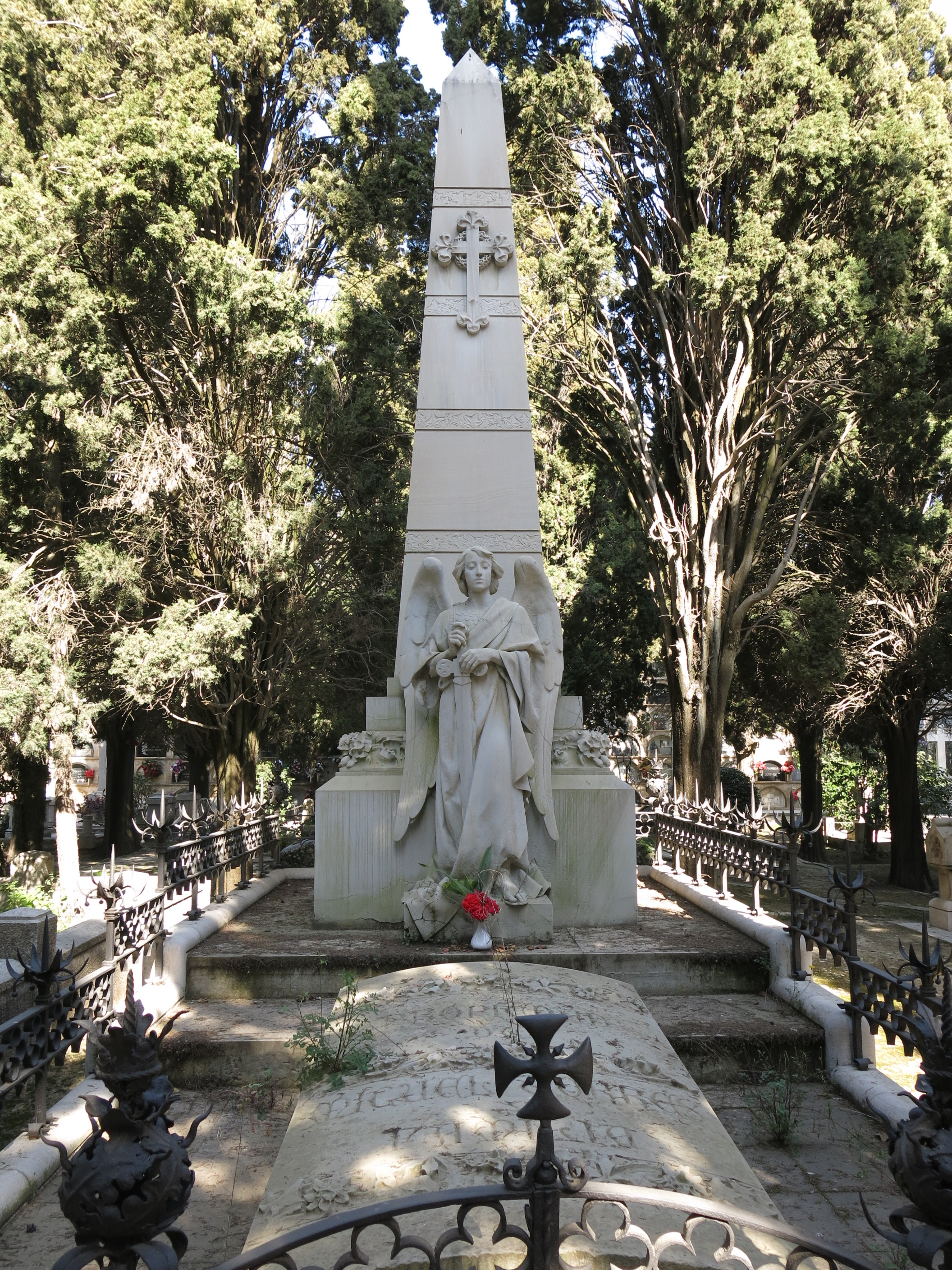
Panteó de Miquel Torres

## Història
El cementiri de Vilafranca va ser construït el 1839 al lloc on abans hi havia un convent de caputxins. La capella pública data del 1878 i és obra de l'arquitecte Joan Torras i del mestre d'obres Raimon Raventós i Queraltó, amb relleus a la façana de l'escultor Ramon Elies representant la Resurrecció de Llàtzer. El panteó d'Antoni Jané és obra de Santiago Güell i Grau i el projecte de la família Marimon el va signar Josep Domènech i Estapà. Altres panteons interessants són el de la família Macià, primera capella particular del cementiri construïda l'any 1880 per a Josep Anton de Macià i Nin i la seva família; el panteó de la família Via Oliveras, projectat per Santiago Güell el 1902; el de Frederic Sardà, del 1887, obra de Leandre Albareda, i dues obres d'August Font: el panteó de la família Milà Sallent i l'illa de nínxols del segon recinte.

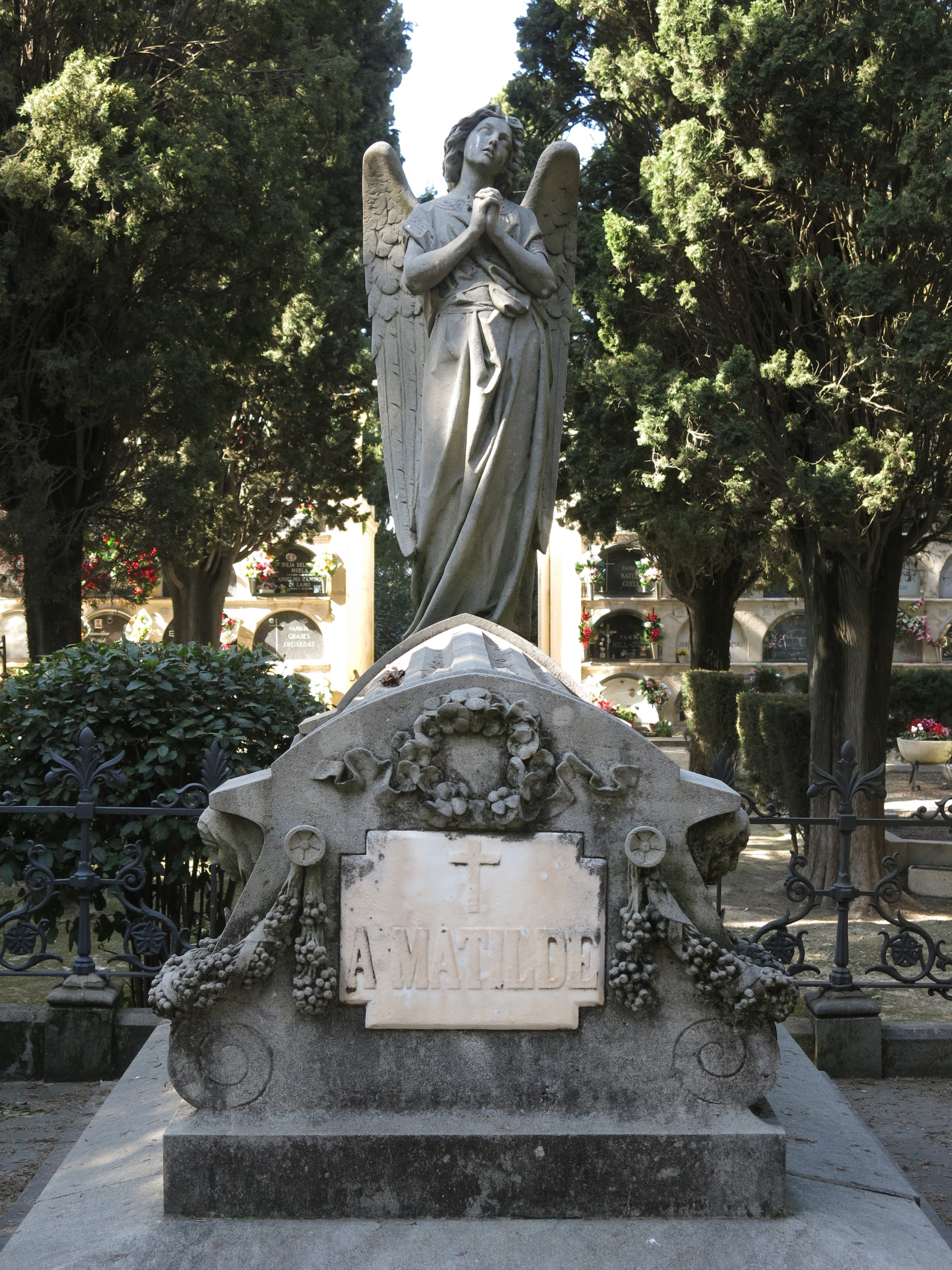
Tomba "A Matilde", on hi ha enterrat Eugeni d'Ors

Entre els personatges que hi ha enterrats s'hi poden trobar:
- Manel Milà i Fontanals, al panteó familiar obra de l'arquitecte August Font;
- l'escriptor Eugeni d'Ors, al panteó dedicat a Matilde;
- l'escriptor teatral Eduard Vidal i Valenciano;
- el compositor Josep Soler i Sardà.

A banda del patrimoni arquitectònic també en destaca el seu patrimoni vegetal, on a banda dels xiprers hi trobem oliveres, pins, llorers o la Colletia cruciata.
Des del 2004 s'hi fan visites guiades i des del 2016 visites guiades nocturnes teatralitzades.